# Техника акупрессуры Тапас
Техника акупрессуры Тапас (англ. Tapas Acupressure Technique, TAT) — техника альтернативной медицины и псевдонауки, призванная стирать отрицательные эмоции и прошлые травмы. Хотя полностью техника была разработана в 1993 Тапас Флеминг, лицензированным акупунктуристом из Калифорнии, TAT включает в себя элементы и строится на других акупрессурных техниках. Как и другие энергетические терапии, TAT основывается на мнимой энергии, для которой не было найдено научных оснований, и не было определено биофизических значений действий.

## История
Изобретенная в 1993 миссис Тапас Флеминг, калифорнийским лицензированным акупрессурным техником, TAT продавалась как «простой способ для завершения травматических стрессов, уменьшения аллергических реакций и освобождения себя от негативных убеждений.» Основная идея заключается в том, что травма приводит к блокаде естественного потока биоэнергии. Практикующие TAT утверждают, что легкое давление на четыре области (внутренние углы обоих глаз, полтора дюйма над местом между бровями и затылок) и одновременная концентрация на последовательности действий освобождают эти блокады и приводят к выздоровлению.

## Научные исследования
Предварительное непредвзятое исследование, сравнивая TAT с цигуном или системой самостоятельного похудения, предположило, что TAT может превзойти другие изученные методы. Результаты не были статистически значимыми Испытание TAT против стандартной методики похудения с пятьюстами случайными участниками, профинансированное англ. National Center for Complementary and Alternative Medicine планируется завершиться в 2011.
Для TAT не было предложено никакого научно правдоподобного принципа действия, вместо этого TAT основывается на непроверенных биоэнергии и меридианах с неопределенными биофизическим или гистологическим основаниями. Обзор 2005 года так называемых «англ. Power_Therapies» заключил, что TAT и сходные техники «не предлагают новых научно обоснованных теорий, объясняющих принцип их действия, показывают только неспецифическую эффективность, не приводят доказательств, что они предлагают существенные улучшения в существующей психиатрической помощи, все еще демонстрируют множество черт, присущих псевдонауке.» TAT так же относится к «девяти практикам псевдонауки», обозначенных так А. Р. Праткинсом.